# ألونزو مارتينيز (محطة مترو أنفاق مدريد)

ألونزو مارتينيز (بالإسبانية: Alonso Martínez)‏ هي محطة مترو أنفاق في مدريد في إسبانيا، تقع على الخط رقم 4,5,10.